# Arkonia Szczecin (piłka nożna)
Arkonia Szczecin – polski klub piłkarski z siedzibą w Szczecinie, występujący w zachodniopomorskiej klasie okręgowej gr. zachodniopomorskiej II.

## Historia
Klub początkowo został utworzony w Koszalinie, w lutym 1946, po przeniesieniu administracji państwowej z Koszalina do Szczecina, towarzystwo sportowe przybrało nazwę Milicyjny Klub Sportowy Szczecin. Data ta, jest przyjmowana jako początek klubu sportowego Arkonia Szczecin. W latach 1947–1956 klub rozgrywał swoje mecze pod nazwą Gwardia Szczecin, a w 1956 po fuzji z Budowlanymi Szczecin klub zmienił nazwę na Szczeciński Klub Sportowy "Chrobry". W roku 1958, po kolejnej fuzji z Stoczniowcem Szczecin powołano Stoczniowo-Gwardyjski Klub Sportowy "ARKONIA" Szczecin. Klub brał udział w rozgrywkach pod tą nazwą aż do 1971 roku. 

## Sukcesy
- 1950 – awans do Ekstraklasy
- 1951, 1962–1964 – 4 sezony w Ekstraklasie[3]
- 62. miejsce w tabeli wszech czasów Ekstraklasy[3]
- 1964 – Mistrzostwo polski juniorów U-19

## Stadion
Stadion Arkonii w Szczecinie, zlokalizowany w północno-zachodniej części miasta, w osiedlu Arkońskie-Niemierzyn. Został otwarty w 1923 roku jako obiekt sportowy klubu Stettiner SC. W momencie inauguracji mieścił około 32 tysięcy widzów, co czyniło go największym stadionem w ówczesnym Szczecinie. W 1935 roku odbył się tam mecz międzypaństwowy pomiędzy reprezentacjami Niemiec i Estonii. Historyczne przekazy wskazują również, że obiekt służył niemieckim olimpijczykom jako miejsce treningowe przed igrzyskami olimpijskimi w Berlinie w 1936 roku.
Po zakończeniu II wojny światowej stadion przeszedł pod zarząd Arkonii. Wraz z rozwojem infrastruktury sportowej, część trybun po stronie zachodniej została rozebrana, by umożliwić budowę dojazdu oraz nowych obiektów towarzyszących.

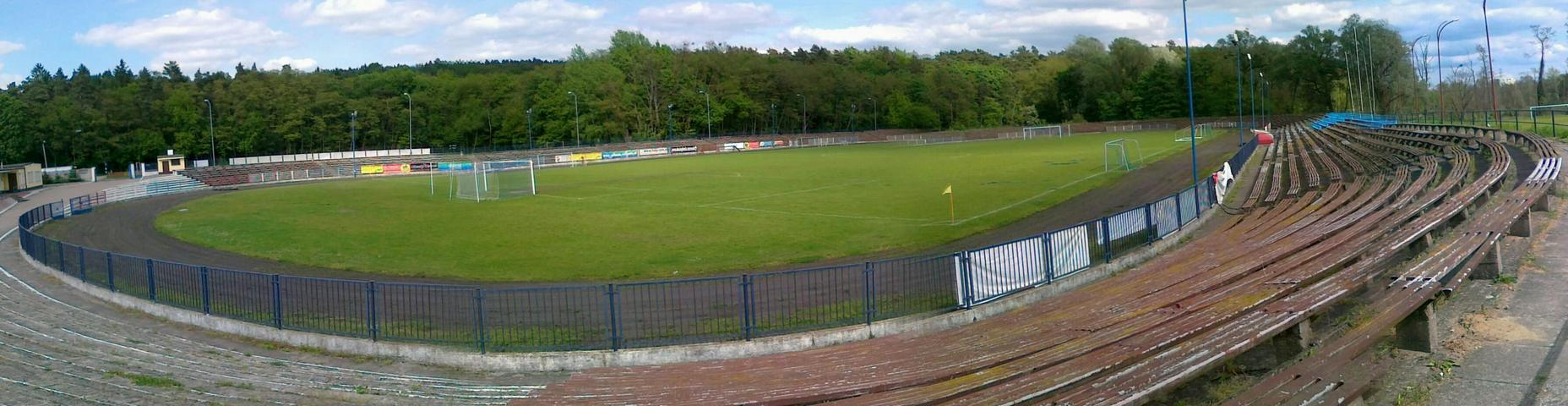
Stadion Arkonii

Pomimo sukcesów Arkonii w latach 60., stadion z biegiem lat ulegał degradacji. Na początku XXI wieku jego pojemność szacowano jeszcze na około 10 tysięcy miejsc, jednak jedynie niewielka część z nich była wyposażona w krzesełka. W 2018 roku zdecydowano o likwidacji większości historycznych nasypów, pozostawiając jedynie fragment trybuny po północnej stronie boiska. Uzyskana w ten sposób przestrzeń została zaadaptowana na potrzeby nowoczesnych obiektów treningowych przeznaczonych głównie dla młodzieży.